# برناردو کوررادی
برناردو کوررادی (به ایتالیایی: Bernardo Corradi) بازیکن فوتبال و اهل ایتالیا است 

## تیم ملی
از سال ۲۰۰۳ میلادی عضو تیم ملی فوتبال ایتالیا بوده و در ۱۳ بازی ملی حضور داشته‌است. او در بازی‌های ملی‌اش ۲ گل به ثمر رساند.